# フィリップ・フォン・ヴュルテンベルク
フィリップ・アレクサンダー・マリア・エルンスト・フォン・ヴュルテンベルク（Philipp Alexander Maria Ernst von Württemberg, 1838年7月30日 - 1917年10月11日）は、ヴュルテンベルク王国の王族。ヴュルテンベルク公アレクサンダーとその妻でフランス王ルイ・フィリップの娘マリー・ドルレアンの一人息子。現在のヴュルテンベルク家の直接の始祖である。

## 生涯
母が死んだときフィリップはまだ生後6か月であり、母方の祖父母であるフランス王ルイ・フィリップ夫妻に引き取られて養育された。父アレクサンダーやヴュルテンベルク家の人々は皆プロテスタント信徒だったにもかかわらず、フィリップは母親と同じカトリックの洗礼を受けた。フィリップの直系である現在のヴュルテンベルク家がカトリック信徒であるのは、この洗礼が理由である。
1848年、フランス王室が2月革命によってパリを追われると、フィリップはバイロイトのファンタイズィー宮殿（de）に住む父の元に引き取られた。若い頃、フィリップにはオーストリア皇后エリーザベトの一番下の妹であるバイエルン公女ゾフィーとの縁談があったが実現しなかった。1865年、フィリップはオーストリア大公アルブレヒトの娘マリー・テレーゼと結婚し、ウィーンに居を構えた。
ヴュルテンベルク王国では19世紀末までに、国王ヴィルヘルム2世に男子がないことが政治問題となっていた。他の分家にも王位継承権を有する王族男子がおらず、継承資格のある男系男子はフィリップとその息子だけであった。フィリップ自身はヴィルヘルム2世より10歳年上だったので、将来を見越した取り決めにより、フィリップの長男アルブレヒトが王位継承者に指名された。フィリップは1905年にウィーンの邸宅を売り払って、家族と一緒にシュトゥットガルトの宮殿に移った。
1917年に79歳で亡くなり、ルートヴィヒスブルクに埋葬された。1927年、息子のアルブレヒトはフィリップの遺骸をアルツハウゼンにあるザンクト・ミヒャエル城内教会に移している。

## 子女
妻マリー・テレーゼとの間に5人の子女をもうけた。長男と長女（肺結核で夭折）は双子である。
- アルブレヒト・マリア・アレクサンダー・フィリップ・ヨーゼフ（1865年 - 1939年） - 1893年、オーストリア大公女マルガレーテ・ゾフィーと結婚
- マリー・アマーリエ・ヒルデガルト・フィリッピーネ・テレジア・ヨゼフィーネ（1865年 - 1883年）
- マリア・イザベラ・フィリッピーネ・テレジア・マティルデ・ヨゼフィーネ（1871年 - 1904年） - 1894年、ザクセン王子ヨハン・ゲオルクと結婚
- ローベルト・マリア・クレメンス・フィリップ・ヨーゼフ（1873年 - 1947年）　1900年、オーストリア＝トスカーナ大公女マリア・インマクラータと結婚
- ウルリヒ・マリア・ルートヴィヒ・フィリップ・ヨーゼフ・アントン（1877年 - 1944年）